# Hot Sam Pretzels
A Hot Sam Pretzels foi uma cadeia de restaurantes americana que vendia pretzels macios.
Julius Young abriu o primeiro ponto de venda no Livonia Mall, em um subúrbio de Detroit, Michigan.
Em 1971, os proprietários venderam a empresa para a General Host, que então era proprietária do varejista Frank's Nursery & Crafts, com sede em Detroit. A General Host a vendeu novamente em 1986.
A Mrs. Fields adquiriu a cadeia em 1995. Field's comprou a Pretzel Time em 1996 e fundiu as duas redes sob a marca “Pretzel Time”. Os últimos 10 locais foram convertidos em 2005.

## Na cultura popular
O Hot Sam foi recriado em 2018 para uma aparição na praça de alimentação do shopping da série Stranger Things da Netflix, que se passa em meados da década de 1980. As fachadas falsas do shopping foram construídas no Gwinnett Place Mall, perto de Atlanta, Geórgia, onde a série é filmada.